# Лаптево (Богородский район)
Лаптево — опустевшая деревня в Богородском районе Кировской области

## География
Находится на расстоянии примерно 12 километров по прямой на запад от районного центра поселка Богородское.

## История
Деревня известна с 1717 года, когда в ней было учтено 18 жителей. В 1764 году было 152 жителя.  В 1873 году отмечено дворов 46 и жителей 284, в 1905 61 и 349, в 1926 58 и 281, в 1950 38 и 217 соответственно. В 1989 году учтено 3 жителя.

## Население
Постоянное население  составляло 2 человека (русские 100%) в 2002 году, 0 в 2010.